# Вялый
Вя́лый (в XVIII в. река Вялая, укр. В’я́лий) — ручей в Харьковском районе Харьковской области Украины, левый приток реки Харьков.

## Описание

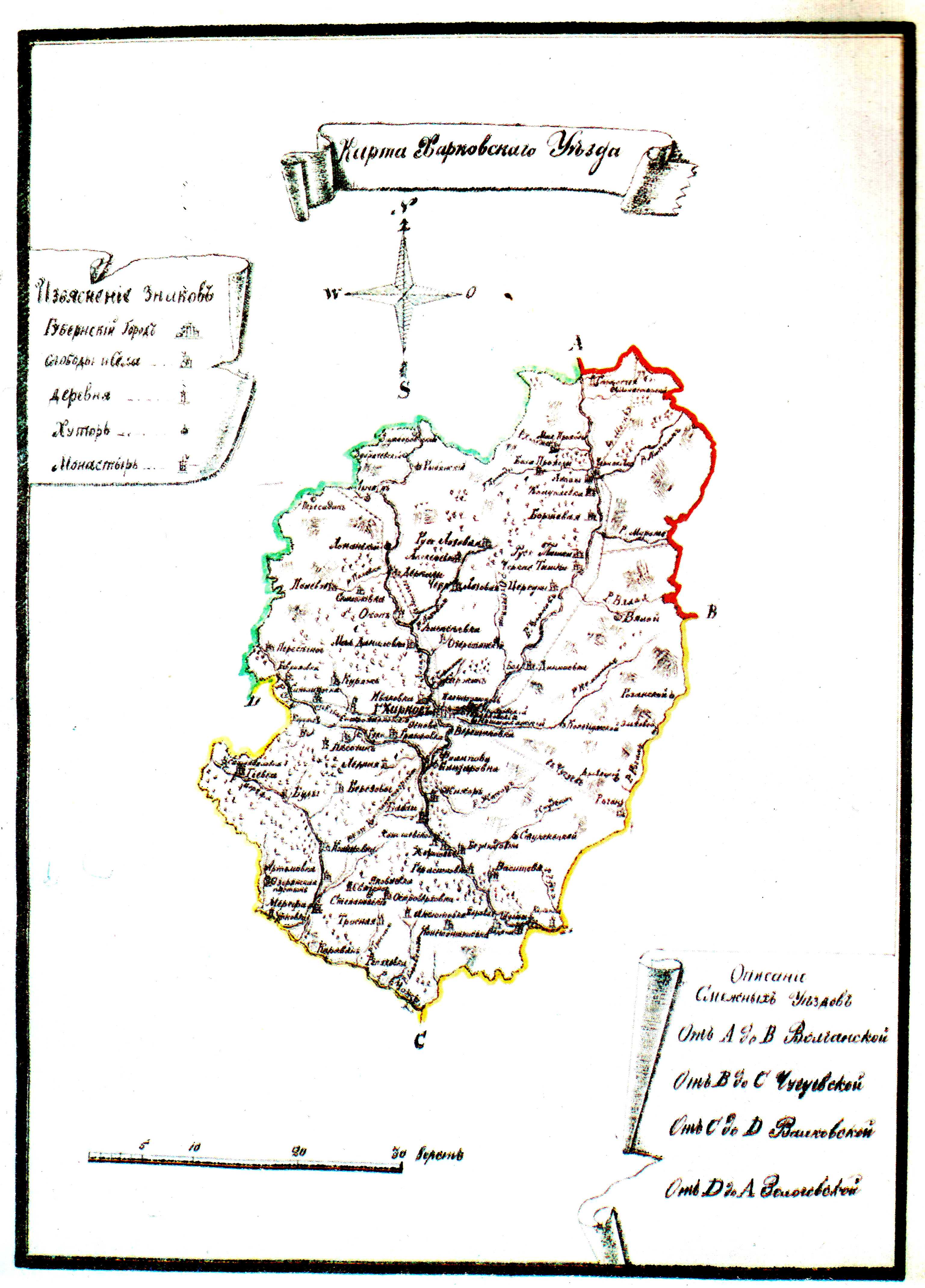
р. Вялая на карте Харьковского уезда 1788 года

Длина — 11 км, площадь водосборного бассейна — 59 км².
Вялый впадает в реку Харьков в 24 км от её устья, в посёлке Циркуны.
Уклон реки 2,4 м/км.
В 1932 году в трёх километрах от устья Вялого сооружено Вяловское водохранилище (одно из трёх резервных водохранилищ для снабжения пресной водой города Харькова).